# Hemicordylus capensis
Espèce
Synonymes
- Cordylus capensis Smith, 1838
- Zonurus robertsi Van Dam 1921
- Cordylus capensis robertsi FitzSimons 1943

Statut CITES
Hemicordylus capensis est une espèce de sauriens de la famille des Cordylidae.

## Répartition
Cette espèce est endémique du Cap-Occidental en Afrique du Sud.

## Publication originale
- Smith, 1838 : Contributions to South African zoology. Art. VI. Annals And Magazine Of Natural History, ser. 1, vol. 2, p. 30-33 (texte intégral).